# Entornpeu

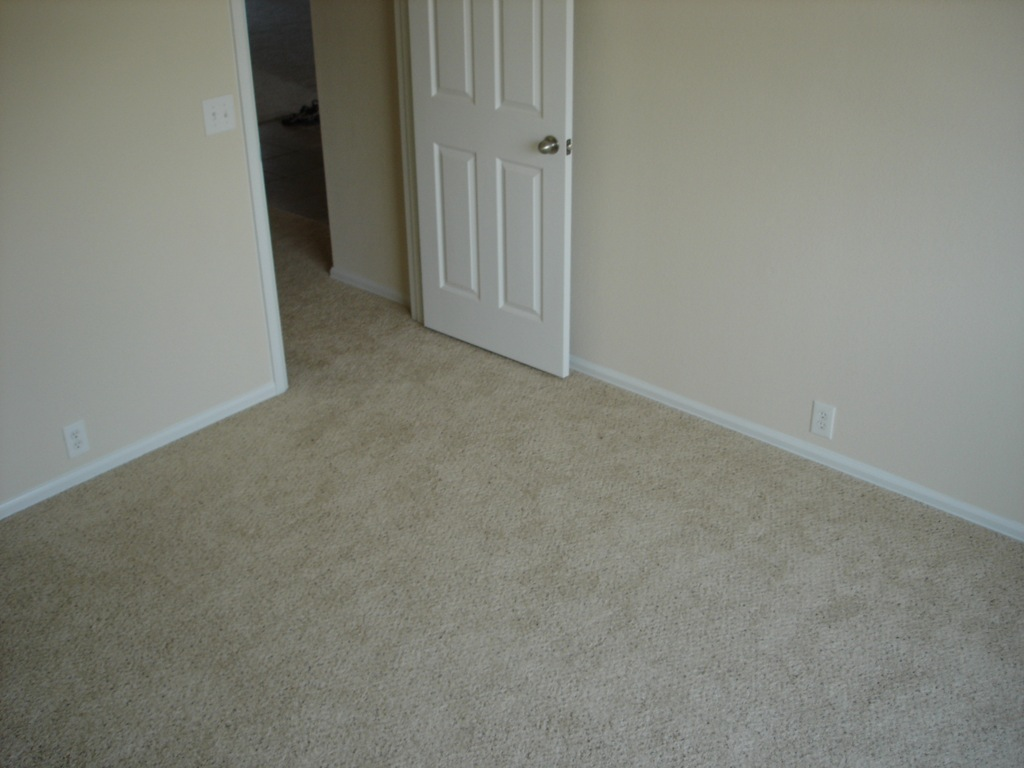
Cambra amb rodapeu

Un entornpeu, rodapeu o sòcol és una motllura al cap baix d'una paret, que es col·loca a la base dels envans o parets de les cambres com a element estètic i per a protegir-los de cops o frecs. Es fabriquen de diversos materials, especialment de fusta o ceràmica. Poden ser de la mateixa color i material que el terra de la sala o que la fusteria.
Habitualment el terme sòcol pot fer referència tant a la banda vertical que es col·loca a la part inferior dels murs o parets (en exterior o interior respectivament). Usualment és més alt que 10 cm i pot tenir motllures o relleus. El terme entornpeu sol restringir-se a aquells de menor altura (fins a 12 cm) d'una gran simplicitat estilística i a vegades realitzat en el mateix material que el revestiment del sòl. És utilitzat generalment en interiors i acostuma a ser llis o amb petites motllures. El sòcol per darrere pot tenir un trau per a passar-hi cables.
A pròpiament parlar el fris o la faixa és la banda de color diferent o amb ornamentació especial, pintada o estampada a la part inferior d'una paret.
Per a col·locar un entornpeu, cal mesurar la tira i assenyalar els punts per on es faran els talls. Per als extrems, és recomanable d'utilitzar una caixa o serra de biaixos perquè coincideixin perfectament amb les cantonades. Abans de fixar-los, és convenient de presentar els rodapeus en tota la peça per a comprovar si hi van perfectament i corregir les possibles irregularitats. Primer es clavaran els dels angles interns estenent després la resta. Segons el material amb què sigui construïda la paret, s'hi fixaran amb tacs o caragols.
Si l'entornpeu és de fusta o derivats de la fusta pot ser atacat per tota mena de xilòfags en aquest cas, optant-se usualment per la substitució de la peça afectada. Tanmateix la deterioració més habitual es produeix a causa de cops o friccions. En aquest cas, es pot adobar emplenant els buits amb pasta de vidre (màstic usat per a tapar forats, esquerdes, etc). Després, s'escata per a igualar la superfície i es pinta del mateix color que el rodapeu.